# 무사시히키다역
무사시히키다역(일본어: 武蔵引田駅)은 일본 도쿄도 아키루노시에 위치한 동일본 여객철도 이쓰카이치 선의 철도역이다. 역 번호는 JC 85이며, 단선 승강장 1면 1선의 구조를 갖춘 지상역이다.

## 이용 현황
| 승차 인원 추이 | 승차 인원 추이 |
| 연도           | 1일 평균       |
| -------------- | -------------- |
| 1992           | 2,323          |
| 1993           | 2,340          |
| 1994           | 2,293          |
| 1995           | 2,257          |
| 1996           | 2,290          |
| 1997           | 2,343          |
| 1998           | 2,368          |
| 1999           | 2,361          |
| 2000           | 3,646          |
| 2001           | 4,451          |
| 2002           | 4,430          |
| 2003           | 4,091          |
| 2004           | 3,948          |
| 2005           | 4,026          |
| 2006           | 4,033          |
| 2007           | 4,331          |
| 2008           | 4,167          |
| 2009           | 4,043          |
| 2010           | 3,848          |
| 2011           | 3,946          |
| 2012           | 4,070          |
| 2013           | 4,145          |
| 2014           | 3,881          |
| 2015           | 3,538          |

## 역 주변
- 후지쯔 아키루노 테크놀로지 센터
- 공립 아키루 의료 센터
- 아시아 대학 히노데 캠퍼스
- 이온 몰 히노데

## 역사
- 1930년 4월 4일 : 이쓰카이치 철도의 뵤인마에 정류장으로서 개업. 여객 영업만.
- 1940년 10월 3일 : 난부 철도로의 합병에 의해, 뵤인마에역으로 개칭.
- 1944년 4월 1일 : 난부 철도가 전시 매수 사철 지정에 의한 국유화에 의해, 국철 이쓰카이치 선의 역이 됨. 동시에 무사시히키다역으로 개칭.
- 1987년 4월 1일 : 일본국유철도 분할 민영화에 의해, 동일본 여객철도가 승계.
- 2000년 8월 : 자동 개찰기 증설 (3기 → 4기), 승강장 폭 확장 (4m → 8m)
- 2001년 11월 18일 : IC 카드 Suica 공용 개시.
- 2006년 3월 16일 : 미도리노마도구치 폐업.
- 2012년 2월 2일 : 다기능 발권기 설치.

## 인접 역
| 동일본 여객철도 이쓰카이치 선 | 동일본 여객철도 이쓰카이치 선 | 동일본 여객철도 이쓰카이치 선            |
| ----------------------------- | ----------------------------- | ---------------------------------------- |
| JC 83 아키가와 하이지마 방면  | ■ 이쓰카이치 선               | 무사시마스코 JC 85 무사시이쓰카이치 방면 |